# 李·阮
李·阮（英文名：Lee Nguyen，越南语：［漢字：阮世英＜音＞］，1986年10月7日—），美國越南裔足球球員，生於德克薩斯州。
阮曾加入美國國家足球隊青年組，代表美國參加2005年於荷蘭舉行的青年世界杯足球賽，當時他是球隊中唯一仍就讀高中的球員。至2006年1月，阮與燕豪芬簽訂為期三年半的合約，正式加入燕豪芬球會。

## 腳注
1. ↑  . vpf.vn. 2021-01-07  [2022-08-27]. （原始内容存档于2022-08-27） （越南语）.